# Siblingen
Siblingen és un municipi del cantó de Schaffhausen (Suïssa).